# Харбіно-Гіринська операція
Харбіно-Гіринська операція (9 серпня — 2 вересня 1945) — наступальна операція військ 1-го Далекосхідного фронту при підтримці Тихоокеанського флоту, складова частина Манчжурської операції на території Східної частини Маньчжурії та Північної Кореї в ході радянсько-японської війни.